# Crudia amazonica
Crudia amazonica är en ärtväxtart som beskrevs av George Bentham. Crudia amazonica ingår i släktet Crudia, och familjen ärtväxter. Inga underarter finns listade i Catalogue of Life.